# Herbert Rosinski
Herbert Rosinski, auch Herbert F. Rosinski, (* 30. Januar 1903 in Königsberg in Ostpreußen, Deutsches Reich; † 27. Februar 1962 in New York City, USA) war ein deutschamerikanischer Militärtheoretiker, der sich mit der deutschen Wehrgeschichte der Zwischenkriegszeit und als Analytiker mit der Strategie bei der Kriegsführung zur See nach dem Zweiten Weltkrieg
befasste.

## Leben
Rosinskis Vater, Bernhard Rosinski (1862–1935), war Arzt und Professor an der Universität Königsberg. Er studierte Geschichte, Archäologie und Ägyptologie an den Universitäten Tübingen, Königsberg und Berlin. Er beteiligte sich an Ausgrabungen in Griechenland und in Ägypten. 1927 legte er sein Examen in japanischer Sprachwissenschaft ab und promovierte 1930 in Berlin.
Zu Beginn der 1930er Jahre studierte Rosinski weiter und beschäftigte sich mit dem Generalstab der Reichsmarine. 1934 heiratete er Marie-Luise Tripp. Nach dem Erlass der Nürnberger Gesetze im Jahre 1935 wurde ihm wissenschaftliches Arbeiten untersagt, da seine Großmutter mütterlicherseits Jüdin war. Im darauffolgenden Jahr emigrierte er nach Großbritannien, wo er 1939 das Buch The German Army veröffentlichte. In dieser Zeit wurden einige seiner Werke unter dem Pseudonym Miles im deutschsprachigen Ausland gedruckt.
Zu Beginn des Zweiten Weltkriegs wurde er als deutscher Staatsbürger interniert, konnte jedoch 1940 in die USA emigrieren. Dort nahm er seine wissenschaftlichen Arbeiten am Institute for Advanced Studies der Princeton University in New Jersey wieder auf. Er schrieb unter anderem Beiträge für Brassey's Naval Annual, Yale Review, Military Affairs und the American Historical Review. 1942 folgte in Zusammenarbeit mit Werner B. Ellinger das Buch Sea Power in the Pacific. In den Jahren 1944 und 1945 arbeitete er als militärischer Analytiker und als Radiosprecher für das deutsche Programm der Voice of America. Ende der 1940er Jahre ging er in das gerade unabhängig gewordene Indien und unterrichtete dort höhere Offiziersränge. Dort lernte er auch den Premier Indiens Jawaharlal Nehru näher kennen.
1953 wurde Rosinski US-amerikanischer Staatsbürger. In den folgenden Jahren unterrichtete er am Naval War College in Newport (Rhode Island) und erarbeitete dort mit den Konteradmiral Henry E. Eccles Strategien für die United States Navy. In den Jahren 1951 bis 1961 war er Mitglied des US-amerikanischen Council on Foreign Relations. Er starb nach einem Herzschlag am 27. Februar 1962 in New York.

## Veröffentlichungen
- 1930: Dissertation: Studien zum Problem der Autarkie in Japan, Philosophische Fakultät, Berlin
- 1934: Die wehrpolitische Lage Jugoslawiens. Deutsche Gesellschaft für Wehrpolitik und Wehrwissenschaften, Berlin NW7, Reichstagsgebäude.
- 1934: Das militärische Kräftebild in Ostasien. Deutsche Gesellschaft für Wehrpolitik und Wehrwissenschaften, Berlin.
- 1935: Die Entwicklung von Clausewitz‘ Werk „Vom Kriege“ im Lichte seiner „Vorreden“ und „Nachrichten“, In: Historische Zeitschrift, Band 151, Heft 2, 1935, pp. 278–293.
- 1939: unter dem Pseudonym Miles. Deutschlands Kriegsbereitschaft und Kriegsaussichten? im Spiegel der deutschen Fachliteratur. Europa Verlag, Zürich/New York.
- 1939: The German Army. Hogarth Printers, London.
  - 1966: The German Army. Frederick A. Praeger Inc., New York, deutsche Ausgabe 1970 als Die Deutsche Armee. Eine Analyse, Econ Verlag GmbH, Düsseldorf und Wien
  - 1977: Die deutsche Armee: Vom Triumph zum Niedergang, Herausgegeben und mit einer Einleitung von Gordon A. Craig. Heyne, München 1977, ISBN 3-453-48034-1.
- 1942: mit Werner B. Ellinger: Sea Power in the Pacific: A Selected Bibliography of Books, Periodical Articles, and Maps from the End of the London Naval Conference to the Beginning of the War in the Pacific. Princeton University Press, Princeton, New Jersey, USA.
- 1965: Herausgeber: Richard P. Stebbins; mit einem Vorwort von August Heckscher: Power and Human Destiny, A.Praeger, New York City 1965.
- 1977: Essais aus Brassey's Naval Annual: The Development of Naval Thought. with an Introduction by B. Mitchell Simpson III.; Naval War College Press, Newport, Rhode Island, USA.